# Rainer Jarohs
Rainer Jarohs (* 8. srpna 1957, Rostock) je bývalý východoněmecký fotbalista, útočník, reprezentant Východního Německa (NDR).

## Fotbalová kariéra
Ve východoněmecké oberlize hrál za FC Hansa Rostock, nastoupil ve 259 ligových utkáních a dal 76 gólů. Za reprezentaci Východního Německa (NDR) nastoupil v roce 1982 ve 3 utkáních a dal 1 gól.

## Ligová bilance
| Ročník           | Zápasy | Góly | Klub             |
| ---------------- | ------ | ---- | ---------------- |
| II. liga 1975/76 | 4      | 3    | FC Hansa Rostock |
| I. liga 1976/77  | 22     | 7    | FC Hansa Rostock |
| II. liga 1977/78 | 21     | 23   | FC Hansa Rostock |
| I. liga 1978/79  | 24     | 8    | FC Hansa Rostock |
| II. liga 1979/80 | 22     | 23   | FC Hansa Rostock |
| I. liga 1980/81  | 23     | 13   | FC Hansa Rostock |
| I. liga 1981/82  | 25     | 8    | FC Hansa Rostock |
| I. liga 1982/83  | 22     | 6    | FC Hansa Rostock |
| I. liga 1983/84  | 22     | 5    | FC Hansa Rostock |
| I. liga 1984/85  | 23     | 9    | FC Hansa Rostock |
| I. liga 1985/86  | 25     | 6    | FC Hansa Rostock |
| II. liga 1986/87 | 33     | 28   | FC Hansa Rostock |
| I. liga 1987/88  | 24     | 5    | FC Hansa Rostock |
| I. liga 1988/89  | 24     | 1    | FC Hansa Rostock |
| I. liga 1989/90  | 25     | 8    | FC Hansa Rostock |
| CELKEM I. liga   | 259    | 76   |                  |